# Dariusz Bąk

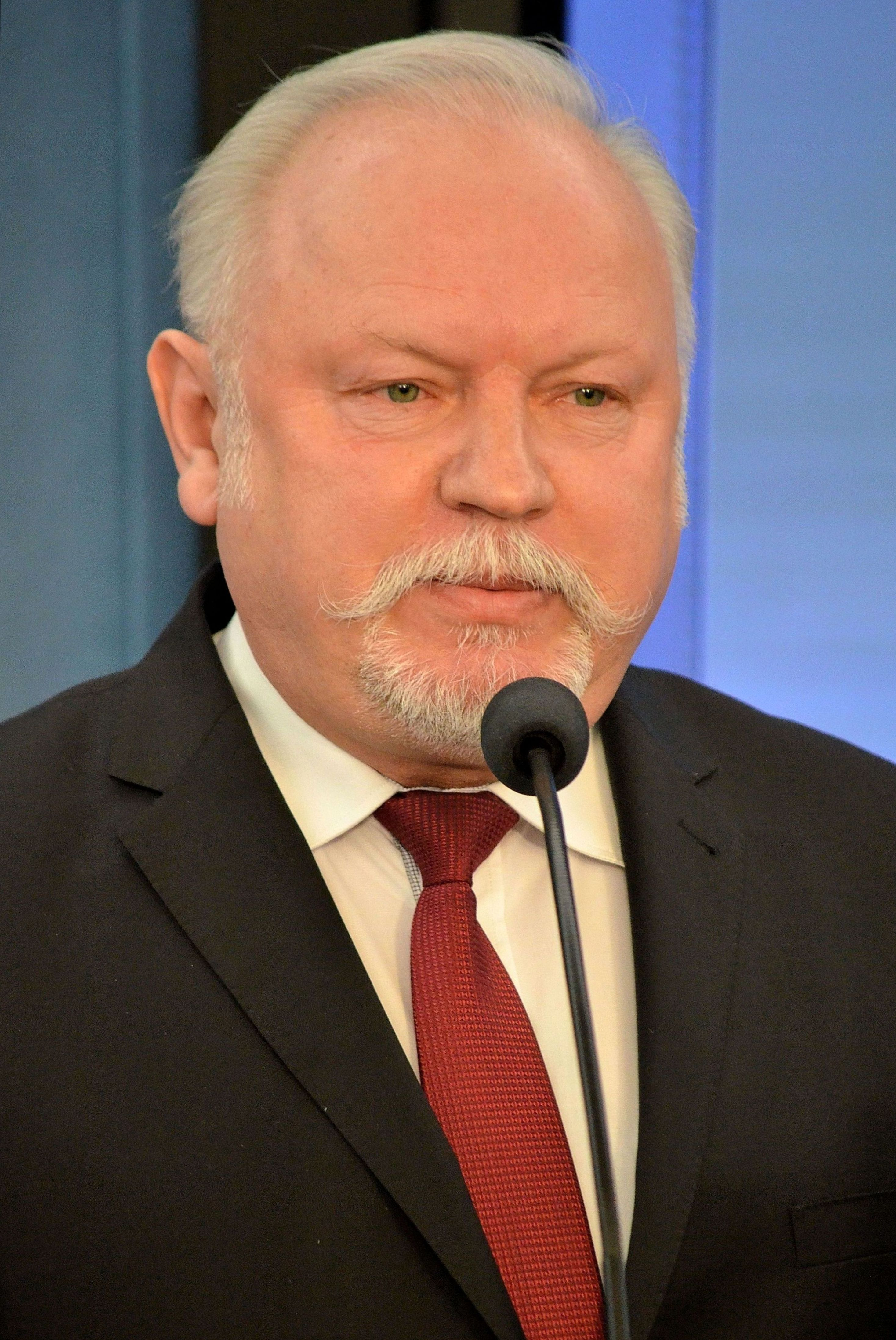
Dariusz Bąk (2015)

Dariusz Bąk (* 4. Januar 1958 in Mogielnica) ist ein polnischer Politiker, Kommunalpolitiker und war von 2007 bis 2023 Abgeordneter des Sejm in der VI., VII., VIII. und IX. Wahlperiode.
Bąk, Neffe des früheren Vizemarschalls des Sejm Henryk Bąk, schloss ein Studium an der Landwirtschaftlichen Universität Warschau ab. Zu Beginn der 1980er Jahre war er in der „Ländlichen Solidarność“ und der Niezależne Zrzeszenie Studentów (Unabhängiger Studentenverband – NZS) aktiv. Während des Kriegszustands war er für fünf Monate interniert.
Seit 1990 ist er Kommunalpolitiker. 2002 wurde er Kreisrat des Powiat Białobrzeski. Im Jahr 2006 wurde er wieder gewählt und übernahm die Funktion des Vorsitzenden dieses Gremiums. Er arbeitete in der Verwaltung der Staatswälder, unter anderem als Direktor der regionalen Leitung in Radom in den Jahren 1992 bis 1994, 1997 bis 2001 und 2006 bis 2007.
Bei der Parlamentswahl 2007 wurde er mit 16.012 Stimmen über die Liste der Prawo i Sprawiedliwość (Recht und Gerechtigkeit - PiS) Abgeordneter des Sejm für den Wahlkreis Radom. Bei der Parlamentswahlen 2023 verpasste er die Wiederwahl. Er war Mitglied der Sejm-Kommissionen für Umweltschutz sowie Landwirtschaft.